# 海南西环铁路
海南西环铁路（简称旧西环铁路）是中华人民共和国海南省的一条铁路，在海南岛西部9县市，从海口站至三亚站，全长363.8公里。为国家I级干线，单线，年设计输送货运能力1000万吨，客车6对，运行时速120-160公里，预留电气化条件，开通客货运输业务。
海南西环线，包括北段 (海口-叉河) 的新建，以及升级改造的南段 (叉河-三亚)。2006年12月13日全线升级为国家I级干线。石碌铁路、八所线运价在国铁统一运价基础上加50%。

## 历史
海南西环线可分为海口-叉河段、八石线、三亚-八所段。

### 八石线
八石线 (石碌铁矿-八所港) 为海南的矿石运输铁路，也称石八线或石碌支线等。

#### 初期建设
日军登陆海南岛后，于1940年3月派出随军地质勘察队人员，勘测石碌铁矿，随后日本政府授权“日本窒素肥料株式会社”投资开发海南石碌铁矿，并修建石碌至八所铁路。征用东亚各地筑路劳工60批次，总计5万余人。
1941年5月石八线开工，采用1067毫米窄轨便线便桥，1942年3月23日全线完成铺轨。1942年4月7日正式通车运矿。完工后由于线路质量较差，行车事故频频发生，造成运输经常中断。1942年7月以后几次台风暴雨袭击导致昌化江木桥等便栈桥被冲毁，线路路基亦遭受严重损坏，运输瘫痪。于是制订修复石八线计划，桥梁由便栈桥改造为铁桥或建钢筋混凝土板梁，并增建线路排水涵渠。整个修复工程历时10个月，1943年5月昌化江大桥铁筋钢梁架设完成，石八线恢复通车。由于八所港码头当时仍在建设当中，且栈桥、装卸设备不完善，矿石外运效率低；1943年3月榆林至北黎铁路线完工并与石八线接轨后，部分矿石经北黎转运至安游港出海。
石八线初建标准及规模：正线长52.3公里，轨距1067毫米。最大坡度：重车方向13.22‰，轻车方向33‰,最小曲线半径300米，未设缓和曲线；路基宽4.4米；钢轨类型复杂，以37公斤/米居多；枕木每公里铺设1500根，油枕和素枕混铺；枕底道砟厚度在10厘米左右。桥梁17座，载重等级为日本KS15级(相当于中—14级标准)，涵渠178座；隧道1座，长250.64米，西端110米位于半径395米的曲线上，轨顶至洞顶5.52米，直线段洞宽4.2米、曲线段4.47米；设石碌、宝桥(叉河)、抱板、热水、北黎(昌感)、八所共6个车站。
1945年8月抗日战争胜利，1946年3月石碌矿及铁路由国民政府经济部接收，不久于北黎站将石八线与榆黎线拆断隔开。此后，因对矿山不能组织恢复生产，对铁路运输设备缺乏管理和维修保养，加之线路设施屡遭台风破坏，至解放前夕，石八线已达严重损毁状态，无法运营。

#### 修复
1950年海南島戰役后，军管会经济组接管石碌铁路和铁矿，由于损坏严重，未能及时修复，亦未清理。1954年9月13日至10月19日，铁路调查组调查了海南铁路存料保养情况，该线尚存各型机车11台，各种车辆225辆，各类钢轨散置沿线，钢轨配件散失严重。
1955年重工业部提出恢复石碌矿山生产和修复石八线的任务计划，按窄轨修复并做部分改善。1955年12月广州铁路管理局接受重工业部石八线修复工程设计任务委托书。1956年1月，国家决定投资3547.6万元用于恢复石碌铁矿的生产建设和修复石八铁路。1月18日开始对石八线进行测量和设计工作。2月15日铁道兵6121部队开始施工。为加快工程进度，采取边勘测、边设计、边施工的方式建设。1956年6月完成设计。1957年4月30日，石八铁路全线完成铺轨，开始试运行。1957年5月11日，石八铁路正式通车运输，未办验收手续，交付石碌铁矿运营。1957年7月1日，石碌铁矿修复正式投产。完成主要工程项目及数量为：石碌站降低1.6米，改坡2.18公里，使站外轻车方向最大坡度由33‰降到27‰；宝桥（叉河）站抬高；抱板站至K34改坡5.769公里；K12+200～K12+500水害修复，提高2.4米；又新建昌感大桥1座160.4米，改线1.328公里；新建昌化江桥484.1米，改线2.716公里；整修白云大桥1座190.5米；整修及改建中小桥14座221.5米；整修及改建涵渠162座；改线改坡地段路基顶宽5米；半径小于500米的曲线加设缓和曲线。共完成路基土石方61.49万立方米，正线铺轨52.276公里，站线铺轨19.641公里，房屋4728平方米。投资704.74万元。1958年运量激增，运输能力不足。1959年6月，海南钢铁公司将石八线移交给海南铁路办事处，由铁路部门管理。为解决运输能力不足问题，由铁道部第四设计院作多种方案比较，经中共广东省委研究后，仍按窄轨过渡。主要扩建项目为八所、石碌两站增加股道，桥涵加固等。由铁道兵6121部队施工，1959年6月开工；1960年3月竣工。完成主要工程数量为路基土石方11.09万立方米，加固白云大桥1座，增加涵洞10座，铺轨1.443公里，信号为电气路签闭塞，电锁器联锁。共完成投资101.3万元。

#### 改造扩建
1961年及1962年曾两次开工扩为标准轨距，旋即奉命停工，所做工程甚微，扩轨部分又予拆除，耗资64.78万元。
1970年8月，海南铁路办事处提出扩轨改造计划，八所及石碌两站由广州铁路局勘测设计所设计，其余各站及区间由海南铁路办事处设计；八所卸矿栈桥由八所港委托交通部第四航务工程局设计施工。海南铁路办事处先做前期准备，完成路基土石方5.46万立方米，更换大桥桥面，扩建及延长涵渠，拆建中间站的站台，改造窄轨道岔为标准轨距道岔，以及更换钢筋混凝土轨枕、安装预锚螺栓等。
1971年4月，由广州铁路局组成扩轨会战领导小组，组织大陆及海南共1840人进行会战。1971年5月26日5时封闭施工，6月6日18时全线扩轨开通。改造正线52.276公里，站线10.420公里，专用线5条共2.827公里，新铺线路7.867公里，新铺及改造道岔90组；站内信号为电锁器联锁，区间改为半自动闭塞；改造机车1台，改造车辆173辆；完成投资194万元。扩轨后，运输能力大为提高，线路容许速度已从日占时期的每小时18公里增至每小时70公里，牵引定数提高到1830吨，名称也由石八线改称八石线。
扩改完成后铁道部调拨解放1型蒸汽机车进入石八线担负运输，逐步代替使用的日造旧型机车。
截至1987年底，八石线线路正线长52.276公里，站线长28.811公里。车站6处，乘降所1处，桥梁15座，共1974米，涵渠185座共3562米，闭塞方式为继电半自动闭塞。重车方向最大坡度10%，轻车方向为25.3%，牵引定数1830吨，最小曲线半径为300米，运行速度为70公里/小时，到发线有效长度为330米，线路通过能力为300万吨/年。开通旅客运输与沿途零担运输。随着粤海铁路与海南西环线建设，叉河至昌感成为西环线的一部分。叉河至石碌改称石碌线；昌感至八所改称八所线。

### 三八线
三亚—八所线亦称榆林—北黎线、榆北线、西环铁路、海南本线等。因分期分段建设，其组成线路各段分作安黄线(段)108.39公里、黄岭线(段)18.43公里、岭八线(段)。
1941年2月，侵占海南岛的日本海军驱使中国民工建设榆林—北黎段。由日本海军警备府设施部设计、施工修建。民国30年(1941年)2月14日开工，民国32年(1943年)3月建成，由日本海军警备府设施部铁道事务所管理。正线(含三亚支线)长187.9公里，站线计12.15延长公里，材料运输线9.57延长公里。轨距1067毫米。最大坡度10‰，最小曲线半径600米。许多地段线路曲线半径小于300米，均未设缓和曲线；列车上行方向坡度高达33‰，下行方向也高达13.2‰，对行车速度受到限制。路基顶宽4.4米，外侧为0.2米。黄流至北黎线路距海岸过近，路基为松散砂土，常受海潮侵袭。部分路基过低，洪水期水淹道床，如荔枝沟、感恩桥附近。线路铺用钢轨类型复杂，均来自被日占领的大陆铁路拆下来的旧轨，计有30、35、37、43、50公斤/米，其中以37公斤轨较多，轨料配件参差不齐。枕木约半数来自日本及台湾和东北等地，其余均属在本岛采伐的杂木，少量为台湾红木油枕，大量为素枕，每公里铺设1500根。道床仅在路基松软地段铺有少量沙石混合道砟，其余无砟或用河沙铺垫，平均厚度均不足100毫米。线路质量很差。全线共有桥梁136座，总长3044延米，其中20米以上桥梁共31座，大桥有宁远水、望楼溪、白沙溪、南港溪、感恩溪、通天溪、罗带溪等7座。桥梁设计荷载等级为日制KS15(相当中—14级)。大部分桥台、桥墩为钢筋混凝土结构，但桥基深度仅为2—3米，个别基础采用木桩，桥梁上部结构有上承钢桁梁、工字梁和钢筋混凝土板梁，其中有五座桥梁共30孔墩台完工后因无钢梁可架，改木便桥通车。全线涵渠共有564座，多为钢筋混凝土管涵，管底直接置于地基上，两端未筑建端墙及散水坡，工程质量低劣。
全线设有榆林、糖房、三亚、六乡、桶井、马岭、南山、崖城、长山、梅坊、九所、黄流、岭头、感恩、通天、北黎等16个车站。另设乘降所4处。站线有效长多数250米，其他长短不一。站舍建筑多为日式木结构平房，屋面为瓦顶或铁皮，均无其他站场设备。全线仅在三亚港站设有机车库1栋348平方米；工场(修理所)1处436平方米，均为木结构平房。分为铸铁、机械、镀冶、空气压缩、熔接等5个工场，仅能担负机车小修任务，机车大修由安游日本私营机械厂代办。在三亚港及北黎两站各建有木质煤台1座，人工上煤，全线无机车转向设备。全线有三亚港、榆林、崖县(崖城)、黄流、感恩(感城)、北黎等6站各设水塔1座，系木质水柜，机车直接从水柜上水。从日本先后运来残旧机车14台，机车炉箅构造可烧煤和木柴。牵引总重300吨，时速35公里。从日本和台湾运来8—35吨小型车辆，共有残旧代客车4辆，货车160辆，半数无风管设备。全线无信号设备，仅装电话线4条，供行车及通信使用。1943年夏全线完工。每天开列车一对，有时3天开一对。
1945年8月日本投降后，由国民政府交通部广东区特派员接收，1946年2月8日接收完毕。该线由于先天不足，至接收时已达残破状态，能用机车仅剩8台，勉强维持行车，此时矿山生产未能恢复，客货运均极萧条，加上机车燃煤短缺，致使普通客货运输每3天至5天行车1次。1946年9月7～9日无名台风及9月12～14日台风袭击，沿线河沟洪水泛滥成灾。路基成段冲毁土石方达11.24万立方米，局部冲刷有2.76万立方米；昌化江铁路大桥被冲毁，全线16座桥涵被冲坏，17座桥墩被洪水冲倒或倾斜，桥墩、钢梁跌落或冲移者共15座；木便桥冲毁3座；桥台翼墙被冲毁11座，涵洞冲毁16座；房屋吹毁11栋；木水柜全部吹毁；电杆倒伏损坏538根。致使全线中断，无法行车。1946年11月国民政府交通部指令粤汉区铁路管理局为修复该线，组成海南铁路修复工程处。1947年1月，榆林至崖县正线及三亚支线正式开工，4月中旬工程处扩大机构，设立榆林、黄流、北黎三个工程总段，下设7个分段，全线同时展开施工。很多桥梁架设的枕木排架，使用扣轨梁临时通车；线路枕木原计划补充9万根，但实际也只草草补充了3万根。1947年5月13～15日再次遭到暴雨袭击，直至8月1日才勉强修复榆林至崖县，15日延至九所，20日通车至黄流，9月18日全线修通至北黎。因缺钱少料，与原修复计划相距甚远。当时粤汉区铁路管理局，已无力继续修复。于1947年10月底，成立海南铁路管理处接管该线。1948年8月23日台风及9月3日台风袭击，各项设备，均遭摧毁，情况严重复杂，无法行车，国民政府无力顾及，修复无望，遂遭废置。
1955年中共广东省委提出修复海南本线以利盐运。广州铁路管理局于1956年1月责成该局勘测设计事务所组成海南勘测队赴现场勘测。莺歌海盐场北至八所为69公里，南至安游为108.39公里，若由八所出口不但路程短而且能和石八线接轨，1月中旬踏勘了北段，发现此段铁路桥梁、路基破坏严重，桥梁工程特大。元月下旬又踏勘了南段，铁路较北段容易修复。经过权衡比较，南段工程小，不但工期短而且投资省，故最后建议以改建安游至黄流段为宜。由于当时缺乏窄轨机车和车辆，改按标准轨距设计，又因本线起点榆林港为军港，故将起点改为安游。榆林至乾沟一段未再修复。
1956年铁道兵部队重建石八铁路，1957年通车。1957年铁道兵部队将海南铁路移交给广州铁路局管理。广州铁路局在海南设派出机构——海南铁路办事处(海南铁路总公司前身)，制定了海南铁路发展规划。鉴于旧有线路基础质量较差，按三级铁路干线标准要求修复，由广州铁路局设计事务所负责勘测设计。
1957年广州铁路管理局根据铁道部转发的广东省的委托书，决定由地方投资改建安游至黄流铁路。1958年2月至5月，由广州铁路管理局勘测设计事务所完成定测工作，6月作出初步设计。此时广东省委进一步考虑到尖峰岭林场的木材外运问题，再一次决定续建黄流至岭头段铁路；1958年10月至12月完成施工设计。安黄和黄岭两段共长126.73公里，预算总额为1582万元，平均每公里投资为12.48万元。两段均由中国人民解放军铁道兵8502部队施工。从起点安游利用田独支线的一段至汐见，再经汐见支线在乾沟接上本线。为了节约投资，决定充分利用日军所建窄轨铁路的既有残余设备。采取
“局部改建，全面扩轨”的方针。对路基进行整修加宽，个别水淹地段，作适当改坡。对全部桥梁均作修补加固，新建个别墩台，一般采用扩大基础或桩基，部分使用水下混凝土，沿线收集、打捞旧梁、钢轨，尽量予以利用。除新建少量涵渠外，大部分均为原涵接长。安黄段为素木枕，黄岭段木枕涂防腐浆膏，桥枕规格不一且净距过大，防腐处理不良。信号采用电气路签闭塞，电锁器联锁。全部设备标准极低。安黄段于1958年8月开工，1959年9月完成，全长108.39公里。在三亚的荔枝沟和安由港两处分别建站。开通使用后由施工单位临管。1959年从黄流铺设铁路入莺歌海盐场，从事盐运，长19公里。黄岭段于1959年2月开工，1960年10月完成，全长18.34公里。安黄线及黄岭两段由广州铁路局海南办事处于1960年11月2日接管运营。两段合计完成路基土石方123.8万立方米，桥梁88座，涵洞357座，正线铺轨126.73公里，站线铺轨10.27公里，车站8个，房屋5795平方米，通信线109.6公里，造价1483.3万元。平均每公里11.70万元。
黄岭段开通使用后，除尖峰岭林场的木材运至安游港出口外，几无其他运量。1962年安游港划归榆林军港使用，停止民运，尖峰岭林场木材改用汽车运至八所港出口，黄岭段处于停运状态。1966年封闭了此段线路。1971年八石线扩轨时缺乏轨料，将该段线路的岭头端，拆除7.3公里轨料，调至八石线使用。黄岭段剩余线路，经长期停用之后，设备荒废、腐烂、锈蚀严重，于1980年12月，经检查鉴定后报废。
从1962年起对安黄线进行线路大、中修，分期分段对线路进行全面治理与技术改造，逐步改造并提高了线路的质量。加宽路基面，开通排水侧沟，松潮地段加砌片石护坡；线路全部改铺石碴道床，由过去不足10厘米加厚至15～20厘米以上。改铺钢筋混凝土轨枕，至1977年安黄线全部抽换完毕，并将37公斤／米以下的轻轨更换为45～50公斤／米钢轨。
由于田独铁矿于1960年资源枯竭闭坑，安游划归榆林海军基地管理，不再办理客货运输，三亚港改为商业港。决定修建三亚支线，由广州铁路局基本建设处设计科于1960年12月完成设计，轨距1435毫米，自安黄线六乡K20+156.64出岔。广州铁路局第一线路工程队施工，1961年4月11日开工，1961年7月因缩短基建战线停建，完成路基土石方2.35万立方米，涵渠1座，正线铺轨0.63公里（停建后又拆除），完成投资9.58万元。1966年复工，同年建成通车。本次施工完成主要工程量为路基土石方1万立方米，涵渠2座，中桥1座，正线铺轨5.232公里，站线铺轨羊栏站0.364公里，三亚站3.388公里，三亚码头线2.65公里，房屋1500平方米，完成支线投资156.7万元，码头线投资38.6万元。三亚支线建成后，实际长度7.107公里。通车后，西环线起点改至三亚，三亚至黄流96.334公里，改称三黄线。六乡至安游一段20.229公里，改称六安支线，除安游设站，有到发线1股长390米，道岔两组外，其他均未设站。1964年将经荔枝沟站至安游站铁路辟为榆林港专用线，基本上无运输业务，1980年8月1日封闭了六安线。六安线上部建筑均采用再用料，钢轨类型为每码75磅旧轨，正线铺设钢筋混凝土轨枕19.81公里，木枕0.42公里，最大坡度为10‰。六安线共有桥梁14座，总延长347米，除K16+173红沙小桥为钢筋混凝土梁外，其余13座均为工字梁。其中小桥8座77米，中桥6座270米。除K6+273荔枝沟中桥于1958年改建该线时，利用日军留下的旧梁新建外，其余全系利用1942年日军修建的原桥修补加强，开通使用的。六安线共有涵渠65座，总延长659米，其中明渠8座共37米，未予改造。
岭八线全长51公里作为海南本线第2期修复工程，曾于1959年3月14日至12月28日由铁道部第四设计院完成全线定测和施工设计工作。因感城大桥旧址发现沼气，局部改线另建新桥。终点由北黎改至八所，在八所修建机务本段，并利用八所原矿山机械厂扩建为车辆段。1960年1月由广州铁路局第一线路工程队负责施工，5月全线破土动工，工程初期仅完成部分路基石方工程和涵渠工程，1961年4月，因国家缩减基建规模而奉命缓建并停工，仅完成部分土石方、涵洞和桥梁基础。1974年中华人民共和国交通部提出关于岭头至八所铁路线设计要求，由广州铁路局设计事务所于1974年10月7日赴岭头至八所铁路线进行勘测，12月29日完成全线工程设计，后来通知该线又以投资欠缺暂缓建设。1983年经中央批转国家计委、铁道部。1983年6月海南铁路办事处会同海南行政区组成岭八线铁路工程指挥部开始筹建。1984年1月国家计委、铁道部发文通知安排了黄岭段、岭八段修复施工。广州铁路局正式下达岭头至八所铁路线建设任务，初定投资4000万元。由广州铁路局设计院在原设计的基础上，重新整理设计工程，由海南铁路办事处包干施工，1984年1月8日起全线陆续开工，沿线八个区乡政府组织进场民工7000人承包施工，计划三年完成通车。1985年9月24日完成铺轨，与石碌至八所铁路线和三亚至黄流铁路线接通。岭八线设计标准为Ⅲ级干线、单线，限制坡度10‰，最小曲线半径一般600米、个别500米，到发线有效长度初期550米，远期750米，桥梁载重中—22级，正线钢轨P50再用轨，钢筋混凝土再用枕。机车类型解放1型蒸汽机车，牵引重量1500吨，闭塞方式为继电半自动闭塞，车站联锁为臂板电锁器联锁。岭八线实际起点位于岭头站以南约两公里处与黄岭段接轨北行。接轨点里程为K114+646，经岭头、感恩后，原接石八线的昌感站，考虑环岛铁路形成后，八所应作为机务本段，故自罗带溪桥起改线，径至八所站西端引入，与八石线接轨。接轨点的施工里程为K165+476，全长为50.844公里。岭八线工程投资4600万元，完成路基土石方100.08万立方米，石料30万立方米，路基加固及挡土墙4.14万立方米，新建大桥5座长972米，修复大桥1座长229米，新建中等桥梁5座长263米，修复中等桥梁1座长49米，新建与修复小型桥梁10座长242米，新建与改造涵渠184座长2307米，正线铺轨51.097公里，站线铺轨1.094公里，房屋7412平方米，车站2个，乘降所3个，信号4个站，购地597亩，拆迁房屋1312平方米。
1984年改建岭八线时，同时用大修款源修复黄岭段，设计施工均由海南铁路办事处担任。技术标准同岭八线，完成后与岭八线同时交验。完成主要工作量计：铺轨18.36公里，桥梁4座，涵洞重建和新建34座，接长4座，房屋1037平方米。
1985年10月23日至24日，以广州铁路局为主，铁道部计统局、基建总局参加验收。1985年10月25日举行通车典礼，移交海南铁路办事处接管。1986年2月5日正式办理运营，开通三亚至石碌681/682次旅客列车。黄流至三亚开行503/504次客货混合列车；货车则根据运量来发车，运量大的时候每天可能有5-6对，少的时候也有1-2对列车。
至1987年末，西环线已完工程：正线全长165.7公里，站线共长14.966公里，车站9处，乘降所12处，货物站台5座，2863平方米，装卸线9股，总延长3685米。拆合货堆量1160吨，折合货位19个。客运设备仅有客运房屋2204平方米（含八石线）。旅客站台17座，总延长3320米。闭塞方式为继电半自动闭塞，与八石线共有通信架空明线2024条公里，通信电缆161公里。西环线通过大量的设备改造，形成了一定的运输能力。1987年末列车运行限速三亚至黄流为每小时50公里，黄流至岭头每小时70公里，岭头到八所每小时60公里。通过能力，三亚至岭头为11对，运量可达91万吨。岭头至八所25对，运量可达300万吨。但实际运量严重不足，每日列车对数，三亚至黄流为2对，黄流至八所为1对。旅客年发送人数为50.77万人（三黄段），货物年发送，除食盐20.25万吨以外，其他货物运输极少。故运输成本较高，每万换算吨公里高达530元，为全局平均成本117.22元的4.53倍。 
1987年，三亚铁路六(乡)安(游)支线修复通车。支线从铁路正线K7+306处开岔，并在开岔处建六乡辅助所。六安支线全长20.288公里，经三亚燃料公司卸煤配线到荔枝沟专用线，直通安游港，1990年后停用。
线路总体上为沿海南岛西南海岸线并行走向。南起三亚站，至八所镇。正线全长165.476公里，站线共长14.966公里；为国家标准Ⅲ级干线；为1435毫米国家标准轨距；限制坡度10‰，列车牵引定为1500吨；最小曲线半径为500米；列车通行容许速度为50公里/小时；限界执行国家标准；到发线有效长度为550米；线路通过能力为300万吨/年。另有莺歌海盐场专用线及尖峰岭林场专用线（现已报废）
线路上部构造为石砟道床、69型轨枕、P37钢轨，沿线桥梁89座，其中大桥8座，中、小桥81座，涵渠542座；通信设备为165公里架空线，站内信号为电锁器联锁，区间信号为继电半自动闭塞。
全线设三亚、马岭、崖州、梅村、九所、佛亨、黄流、岭头、感城、八所10个车站，另有羊栏、桶井、红塘、南山、南宾、镇海、中灶、佛罗、板桥、新村、华侨农场11个乘降所。输运货物主要为木材、盐，以及三亚港、八所港的进出口物资，兼顾沿线整车零担及旅客运输。

### 海叉线
1958年，铁道部将修建海南环岛铁路项目列入15年铁路网发展规划，计划在第二个五年计划内修海口至八所铁路350公里，1960年动工。后因三年经济困难和文化大革命，规划落空。
1987年决定自筹资金3.4亿元修建海口-叉河线，全长188公里。后并入粤海铁路作为其在海南岛内的组成部分，工程于2004年4月通车。2004年7月1日，广铁集团海南铁路总公司并入了粤海铁路有限责任公司。2004年12月5日，海口站经粤海铁路轮渡至大陆铁路网开通旅客列车。

### 海南西环线全线提速改造
2005年5月23日，铁道部与海南省政府签订了西环线改造的建设纪要。西环线全程分为10个标段，2005年10月左右，中标的中铁九局、二十局、三局、七局、四局等单位组成了项目组约2万名筑路职工进场。
2005年10月海南西环线全线提速。线路全封闭、全立交，全线新增了220座平改立工程。全长363.8公里，国家铁路I级干线，单线，设计年运输1000万吨，坡度控制在1%，最小曲线半径800-1600米，沿途车站12个，预留电气化条件。其中，叉河至三亚段是改线新建，容许速度160公里/小时。海口至叉河为既有线改造，90公里路段的容许速度为120公里/小时，另外82公里路段的容许速度为140公里/小时。改造后，西环线缩短了27公里。
2007年4月18日，随着中国铁路第六次大提速，三亚站经由粤海轮渡线接入全国铁路网的客运列车开通。

## 改造计划
2015年12月30日海南西环高铁建成通车，与海南东环高铁连通形成环岛高铁。
三亚市交通局于2018年5月委托中国中铁二院开展三亚至乐东段公交化改造可行性报告，中铁二院于当年6月份出具预可研报告，报告提出改造线路长度110.7km，改造范围自三亚站起至乐东境内的岭头站。其中新建13座车站，改扩建3座既有车站，预估投资额32.42亿元(单线扩改方案）86.92亿元(新增二线方案)。
2018年6月起海口至三亚间原经由海南西环铁路的列车全部改经西环客专新线运行。
2019年，海南西环铁路全线实行铁路e卡通进站功能改造。12月，中国国家铁路集团批复利用海南西环高铁和货线三亚至乐东（岭头）段开行公交化旅游化列车改造工程。其中西环铁路段计划新建车站2座（崖州湾站、红塘湾站），改造车站2座，在红塘湾站预留建设前往三亚红塘湾机场支线条件。并对改造区间20.2km进行复线电气化改造。新建车站站台按8编组到发线长度建设，既有站按原标准实施。并配套建设与海南西环高速铁路联络线等。
2020年，海南省提出拟对西环铁路海口-东方段进行复线电气化改造，全长200km，总投资200亿元。并于2021年开展预可行性报告研究工作。